# Carl Almgren
Carl Almgren, född 17 oktober 1863 i Garpenbergs församling, Kopparbergs län, död 1933, var en svensk valthornist och militärmusiker. 
Almgren började studera vid Musikkonservatoriet i Stockholm 1883 och var valthornist i Kungliga Hovkapellet där 1889–1901, stämledare från 1891. Han blev musikfanjunkare vid Dalregementet 1894. Carl Almgren är begravd på Sollentuna kyrkogård.